# Tapirus merriami
Tapirus merriami, comúnmente llamado tapir de Merriam, es una especie extinta de tapir que habitó en América del Norte durante el Pleistoceno. 

## Historia temprana
Los tapires tienen una larga historia en el continente norteamericano. Los fósiles de antiguos tapires en América del Norte se remontan a rocas del Eoceno de 50 millones de años en la isla de Ellesmere, Canadá, que entonces poseía un clima templado. Por 13 millones de años antes del presente, existían tapires muy similares a los tapires existentes en el sur de California.
Durante la época del Pleistoceno, se sabe que cuatro especies de tapires habitaron América del Norte. Junto con el Tapirus merriami: Tapirus californicus que también habitó en California; Tapirus veroensis que se encontró en Florida, Georgia, Kansas, Misuri y Tennessee; y Tapirus copei que se encontró desde Pensilvania hasta Florida.
Descubierto y descrito por primera vez en 1921 por el paleontólogo estadounidense de vertebrados Childs Frick, T. merriami vivió al mismo tiempo, y tal vez en muchos de los mismos lugares, con el T. californicus, pero se cree que prefería más los hábitats interiores del sur de California y Arizona. Al igual que T. californicus y todos los tapires vivos, se cree que fue una especie relativamente solitaria. De los cuatro tapires conocidos de la era del Pleistoceno encontrados en el continente norteamericano, T. merriami fue el más grande. T. merriami era un herbívoro corpulento con patas cortas, una cabeza grande y afilada y una probóscide corta y musculosa experta en quitar las hojas de los arbustos.